# 金壽萱
金壽萱，字慈華，山東歷城（今屬濟南市）人，祖籍浙江會稽。清朝進士。

## 生平
金壽萱少負雋才，能詩善文，弱冠之年即補之博士弟子員，與同鄉李慶翱、李鴻疇為同學，互相切磋文義。道光二十年（1840年）庚子科鄉試，壽萱考中舉人，識者皆期許其躋身翰苑。
道光二十七年（1847年）丁未科會試中式，廷試時，適逢肅順監試，肅順盛氣凌人，欺慢士子，壽萱對其言語沖撞，結果儘管考中二甲第四十四名進士，卻被誣陷夾帶作弊，交刑部治罪，進士出身遭到剝奪，唯凖許再次以原名應試。時人都以其冤屈。
壽萱被放歸後，其母仍然在世，於是不再求仕進，一心奉親教子。地方有大事時，也能出力相助。咸豐十一年（1861年）、同治元年（1862年）捻軍兩次襲擾山東，濟南戒嚴，壽萱盡力贊助團防，修筑防御工事。壽萱閒居數十年，博覽群書，培育後輩，“人無不景其行而悲其遇焉”。民國《續修歷城縣志》有傳。

## 家族
父金洙為嘉慶十四年（1809年）進士，選庶吉士，歷任知縣、知府。壽萱為金洙次子。
金壽萱有子六人，多有所成就，其中金紹庭感其父遭遇，尤求上進，終在光緒三年（1877年）成進士。